# Lithophyllum simile
Lithophyllum  simile Foslie, 1909  é o nome botânico  de uma espécie de algas vermelhas pluricelulares do gênero Lithophyllum, família Corallinaceae.
- São algas marinhas encontradas em Cabo Verde e São Tomé e Príncipe.

## Sinonímia
- Não apresenta sinônimos.